# Blaulatzsittich
Der Blaulatzsittich (Pyrrhura cruentata) gehört zu den in Südamerika beheimateten Rotschwanzsittichen.

## Aussehen
Der Blaulatzsittich ist mit ca. 30 cm Länge die größte Art der Gattung Rotschwanzsittiche. 
Das Gefieder ist allgemein grün gefärbt, der Scheitel schwärzlich, Augenregion und Ohrdecken rotbraun, die unteren Wangen grün und der seitliche Nacken gelblich gefärbt. Charakteristisch ist der namensgebende blaue Latz, der bis zum Hinterkopf reicht. Bauchfleck (bei manchen Tieren undeutlich) und Bürzel sind rot und die Außenfahnen der Handschwingen blau. Die Schwanzfedern sind auf der Oberseite oliv und auf der Unterseite braunrot. Der Schnabel und der nackte Augenring sind schwärzlich, die Iris gelblich, die Beine grau.
Es gibt keinen Geschlechtsdimorphismus. Männchen und Weibchen sind im Aussehen nicht zu unterscheiden. Das Gefieder der Jungvögel ist matter mit weniger rot am Flügelbug, die Scheitelfedern besitzen noch hellrote Säume und auch die Ohrgegend ist noch rötlich gefärbt. Die Iris ist dunkel.
Die deutlichen Unterschiede zu den anderen Vertretern der Gattung in Färbung und Größe machen ihn einzigartig in dieser Gattung.

## Lebensraum und Lebensweise
Blaulatzsittiche bewohnen im Osten Brasiliens (Bundesstaaten Bahia, Espírito Santo, Minas Gerais und Rio de Janeiro) primäre Regenwälder und Waldränder, in der Regel unterhalb von 400 m, in Minas Gerais mitunter bis in Höhen von 960 m. Manchmal ist die Art auch in Rodungsgebieten und gelegentlich auf landwirtschaftlichen Nutzflächen zu sehen. Das Verbreitungsgebiet ist stark fragmentiert und auf isolierte Gebiete zusammengeschrumpft.
Über die Lebensweise im Freileben ist wenig bekannt, da sie wegen ihrer Tarnfarbe und ihres ruhigen Verhaltens nur schwer zu beobachten sind. Sie leben in Gruppen von 4 bis 10 Vögeln zusammen, bilden aber auch größere Schwärme, besonders an Nahrungsplätzen. Sie ernähren sich vorwiegend von Samen und Baumfrüchten, zum Beispiel von Ameisenbäumen (Cecropia) und Trema micrantha, suchen gelegentlich aber auch Getreidefelder auf. Sie sind nicht standorttreu, außerhalb der Brutzeit wandern sie auf der Suche nach Nahrung auch in andere Gebiete ab.
Blaulatzsittiche brüten vermutlich während September und Oktober und legen 2 bis 4 Eier in eine Baumhöhle. Ihr Brutverhalten ist noch weitestgehend unbekannt.

## Gefährdung und Schutz
Der Bestand ist wegen der Zerstörung des Lebensraumes (Habitatvernichtung) stark gefährdet. Die von den Vögeln genutzten Ersatzlebensräume wie Kakao- und Bananenplantagen werden zunehmend in Weideland umgewandelt. Die restlichen Bestände sind klein und nehmen anscheinend weiter ab, der Schutz ist meist unzureichend. Von der International Union for Conservation of Nature and Natural Resources (IUCN) wird die Art als gefährdet (Vulnerable, VU) eingestuft. Als einziger Vertreter der Gattung ist er im Washingtoner Artenschutzabkommen in Anhang 1 gelistet. Er ist in der EG-Verordnung 709/2010 [EG] im Anhang A gelistet und streng geschützt nach Bundesnaturschutzgesetz [BG] (Status::s).
Der Vogel weicht in puncto Färbung, Größe und Verhalten so deutlich von seinen Verwandten ab, dass einige Fachleute ihn gern aus der Gruppe der Rotschwanzsittiche herausnehmen und in eine eigene Gattung stellen würden.

## Quelle
Der Blaulatzsittich. In: Wellensittiche und Papageien. 1/2008 S. 14–15 